# Медвежье (Рязанская область)
Медве́жье — деревня в Старожиловском районе Рязанской области. Входит в состав Истьинского сельского поселения.

## География
Деревня находится в западной части Рязанской области, на расстоянии примерно 10 км (по прямой) к северо-востоку от посёлка городского типа Старожилово, административного центра района.

### Часовой пояс
Деревня Медвежье, как и вся Рязанская область, находится в часовой зоне МСК (московское время). Смещение применяемого времени относительно UTC составляет +3:00.

## История
В 1859 году в деревне Пронского уезда Рязанской губернии насчитывалось 33 двора, проживало 302 человека, в 1897 году — 73 двора и 605 человек.

## Население
| 1859 | 1906 | 2010 |
| ---- | ---- | ---- |
| 302  | ↗605 | ↘59  |

### Национальный состав
Согласно результатам переписи 2002 года, в национальной структуре населения русские составляли 91 % из 81 чел.